# Goliathus albosignatus
Espèce
Synonymes
- Goliathus albopictus Westwood, 1874[2]
- Goliathus albosignatus bohemani Endrödi, 1960[2]
- Goliathus albosignatus burmeisteri Endrödi, 1960[2]
- Goliathus albosignatus druryi Endrödi, 1960[2]
- Goliathus albosignatus fabriciusi Endrödi, 1960[2]
- etc

Goliathus albosignatus est une espèce de coléoptères de la famille des Scarabaeidae et de la tribu des Goliathini.

## Description
Ce scarabée est l'une des plus petites espèces du genre Goliathus, dont fait partie certains des plus grands coléoptères du monde. Il mesure entre 45 et 70 mm de long. Le pronotum est blanc rayé de noir. Les élytres sont blanches et ornées de motifs noirs ondulés plus ou moins étendus. L'espèce présente un important dimorphisme sexuel. Le mâle est plus grand que la femelle et possède des pattes antérieures plus longues, dont il se sert pour l'accouplement.  La tête du mâle présente un clypéus en forme de fourche tandis que celui de la femelle est de forme arrondie et plus épais afin de faciliter l'enfouissement de la ponte.

## Écologie et comportement

### Alimentation
Les adultes se nourrissent de fruits et de sève d'arbre.

### Reproduction
Les adultes se rassemblent au crépuscule sur certains arbres, généralement des marulas et des jujubiers. Les mâles s'affrontent entre eux au moyen de leurs clypéi pour pouvoir s'accoupler avec les femelles. Après l'accouplement les femelles pondent leurs œufs dans le sol.
Les larves se développent dans la terre et consomment une nourriture riche en protéine. Elles atteignent leur stade final à la fin de la saison des pluies. La larve s'enterre alors profondément dans le sol et s'enferme dans une cellule de forme ovale aux parois minces mais solides. La larve cesse ensuite de bouger et entre en prénymphose. Au bout de quelques semaines la peau se fend et la larve se change en nymphe. Après plusieurs mois l'adulte émerge de la nymphe et laisse durcir son exosquelette pendant quelques jours avant d'entrer dans une période de quiescence jusqu'au retour de la saison des pluies. La pluie réveille l'adulte et ramollit les parois de la cellule, permettant à l'insecte de la fendre et d'émerger à l'air libre.
Les adultes peuvent vivre jusqu'à un an en captivité, mais probablement moins longtemps dans la nature.

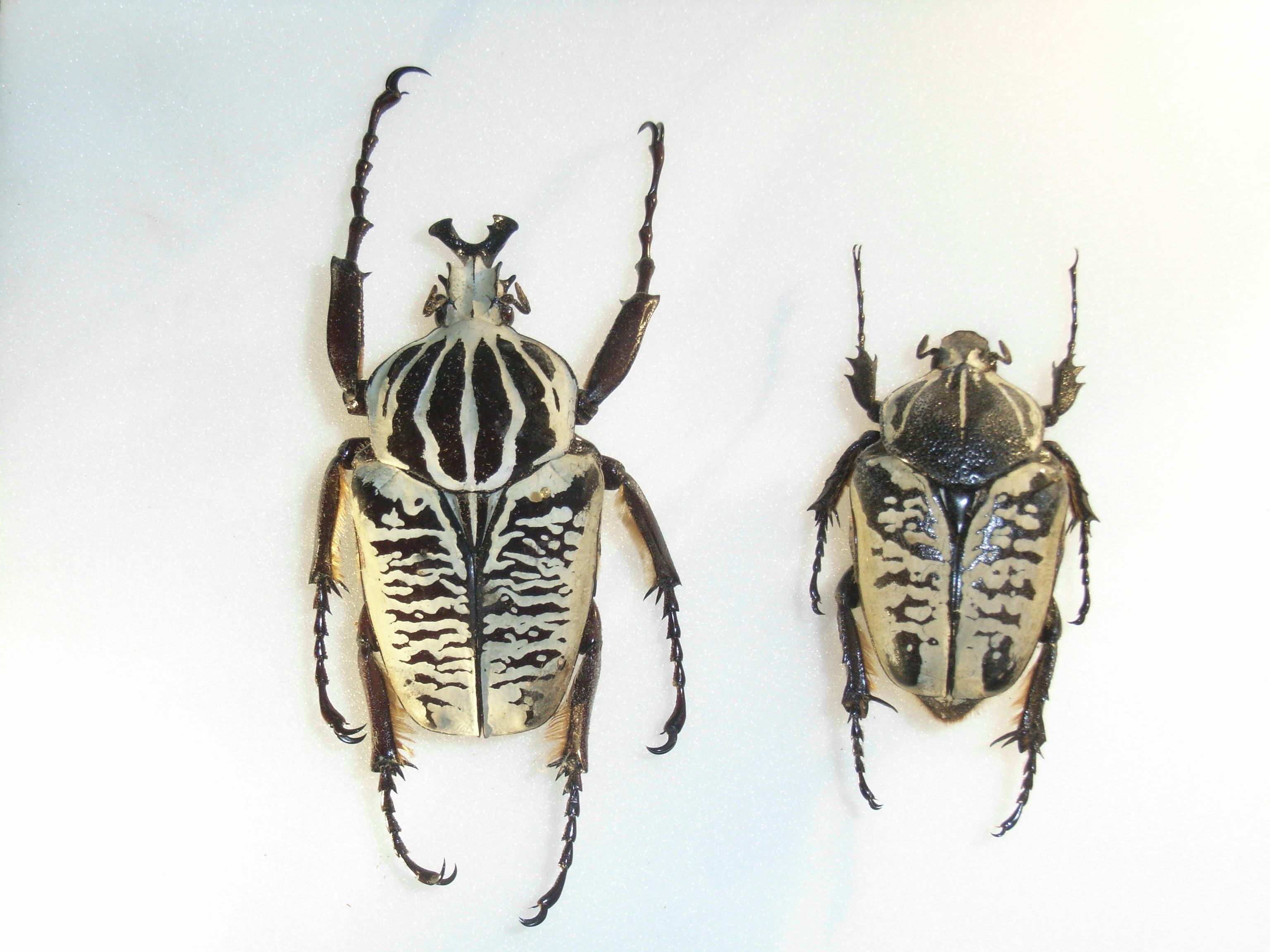
Goliathus albosignatus mâle (à gauche) et femelle (à droite).

## Répartition et habitat
Cette espèce est présente dans les pays de la côte est de l'Afrique, de la Tanzanie à l'Afrique du Sud, dans les régions au climat tropical et subtropical.

## Taxinomie
Goliathus albosignatus a été décrit pour la première fois par Boheman en 1857 dans Insecta Caffraria, à partir d'un unique exemplaire mâle de la collection de Johan August Wahlberg. Goliathus albosignatus diffère des espèces G. goliatus, G. regius et G. orientalis par plusieurs caractéristiques, notamment des tarses plus allongés et des cornes en forme de marteau chez le mâle, ce qui suggère une divergence plus précoce de cette espèce.
 (août 2020).
Si vous disposez d'ouvrages ou d'articles de référence ou si vous connaissez des sites web de qualité traitant du thème abordé ici, merci de compléter l'article en donnant les références utiles à sa vérifiabilité et en les liant à la section « Notes et références ».

### Synonymie
- Goliathus albopictus Westwood, 1874
- Goliathus albosignatus bohemani Endrödi, 1960
- Goliathus albosignatus burmeisteri Endrödi, 1960
- Goliathus albosignatus druryi Endrödi, 1960
- Goliathus albosignatus fabriciusi Endrödi, 1960
- Goliathus albosignatus herbsti Endrödi, 1960
- Goliathus albosignatus klugi Endrödi, 1960
- Goliathus albosignatus kolbei Endrödi, 1960
- Goliathus albosignatus lacordairei Endrödi, 1960
- Goliathus albosignatus lamarcki Endrödi, 1960
- Goliathus albosignatus linnei Endrödi, 1960
- Goliathus albosignatus macleay Endrödi, 1960
- Goliathus albosignatus nickerli Endrödi, 1960
- Goliathus albosignatus olivieri Endrödi, 1960
- Goliathus albosignatus thomsoni Endrödi, 1960
- Goliathus albosignatus voeti Endrödi, 1960
- Goliathus albosignatus westwoodi Endrödi, 1960[2]

### Sous-espèces
Il existe deux sous-espèces reconnus de Goliathus albosignatus, Goliathus albosignatus albosignatus (Bohemann 1857) et Goliathus albosignatus kirkianus (Gray, 1864). La première se trouve au Sud du fleuve Zambèze et la seconde au Nord. Toutefois certains auteurs jugent la distinction entre ces deux sous-espèces douteuse.

## Goliathus albosignatuset l'Homme

### Commerce et élevage
Comme toutes les espèces du genre Goliathus, ce coléoptère est très recherché par les collectionneurs. Il est aussi élevé en captivité par des amateurs de coléoptères. Les larves reçoivent alors un régime de substitution composé de nourriture pour chien ou pour carpe koi. Goliathus albosignatus est un peu plus facile à élever que les autres espèces de Goliath, toutefois il reste difficile d'obtenir des individus de grande taille en captivité.

### Philatélie
Goliathus albosignatus figure sur un timbre de l'Union des Comores de 2009, d'une valeur de 1000 FC.